# Media Gateway
Media Gateway-ul (MG) convertește informația media (voce, video, date) structurată într-un format folosit într-o rețea, la un alt format utilizat fie în cadrul aceleiași rețele, fie în cadrul altui tip de rețea. Media gateway-ul joacă deci un rol de translator de la un format la altul.
Funcțiile pe care un MG poate de asemenea să le îndeplinească într-o rețea sunt:
- rederea mesajelor audio-video
- funcții de IVR
- conferințe media
- (funcții de media bridge).

Spre exemplu, un MG ar putea fi terminatorul unor canale DS0 pentru o rețea cu comutație de pachete și media stream-urile ale unei rețele cu comutație de pachete (stream-uri RTP într-o rețea IP). Acest gateway poate avea capabilități de procesare audio, video și T.120 separat sau în orice combinație și va avea capabilități de full duplex pentru translatările media. 

## Clasificarea MG în funcție de tipurile de interfețe
- Trunking gateway - asigură interfața între circuite ale PSTN (linii T1, linii E1) și o rețea Voce pe IP. Aceste tipuri de gateway-uri se ocupă de cele mai multe ori de un număr mare de circuite digitale.

- Gateway-urile de Voce pe ATM - operează cam în același fel ca trunking gateway-urile de Voce pe IP, cu excepția că interfațează către o rețea ATM.

- Gateway-uri rezidențiale- furnizează o interfață tradițională analogică (RJ11) către o rețea Voce pe IP. Un exemplu de gateway rezidențial putem include modemurile de cablu, modemurile xDSL, și dispozitivele de acces broad-band de tip wireless.

- Gateway-urile de acces - furnizează o interfață tradițională analogică (RJ11) sau o interfață digitală PBX către o rețea Voce pe IP.

Exemple de gateway de acces includ gateway-urile de mici dimensiuni Voce pe IP.
Business gateways, furnizează o interfață tradițională digitală PBX sau o interfață integrată "Soft PBX" către o rețea Voce pe IP.
- Network Access Servers - atașează un "modem" unei circuit telefonic și care furnizează acces la Internet. Este de așteptat ca în viitor același gateway să combine oferirea de servicii de Voce pe IP cu oferirea de servicii de acces la rețea.

## Alte tipuri de gateway-uri
- Gateway de semnalizare - de la SCN la FAS
- Gateway de semnalizare - de la SCN la NFAS